# باو (إلهة)
باو أو بابا (بالمسمارية: 𒀭𒁀𒌑 Dba-u2) وهي الإلهة الحامية لمدينة لكش في بلاد ما بين النهرين القديمة. حصلت لاحقًا على دور الإلهة الطبيبة، وهو دور مماثل لألهة أخرى مثل كولا، نينيسينا، نينكاراك، ونينتينوجا.

## التسمية
معنى اسم باو غير معروف بينما قراءته غير مؤكدة وقد تم اقتراح العديد من الاحتمالات، بما في ذلك باو وبابا وباوو وبابو. بينما كلمة «بابا» شائعة نسبيًا في الأدب، لكن الأدلة المؤيدة والمعارضة غير حاسمة. اعتبر إدموند سولبيرجر أن «باوا» هي الشكل الأصلي، مع كون بابا هو النطق الأخير، بينماافترض موريس لامبرت أن بابا هو القراءة الأكادية وأنه على هذا النحو في المنح الدراسية يجب أن يتم استخدامه فقط في السياقات الأكادية الصارمة. أما ريتشارد ليتكي قد أعتبر أن كلمة «باو» هي النطق الأكثر ترجيحاً.
يلاحظ جيوفاني مارشيسي أنه ليس من المؤكد ما إذا كانت التهجئة الصوتية «بابا» الموجودة في عدد قليل من النصوص الأكادية القديمة تتوافق مع آلهة من لكش أو لإله آخر، على الرغم من أنه يبدو أن «بابا» و «باو» كانا قابلين للتبادل في كتابة الاسم الثيوفوري أي الأسماء الشخصية للألهة (على سبيل المثال في حالة الملكة الأسطورية كوبابا / كو باو) وخلص إلى أن باو كان على الأرجح هو النطق الأصلي في الوقت الذي تم فيه توحيد قواعد الإملاء للاسم في الألفية الثالثة قبل الميلاد. ومع ذلك، لا يتفق جونازالو روبيو مع استنتاجات مارشيسي ويجادل بأن قراءة بابا ستلائم النمط الواضح في الأسماء الأخرى لآلهة بلاد ما بين النهرين مع عدم وجود أصول سومرية أو سامية واضحة، مثل آلالا أو بونيني أو زبابو.
بسبب الشكوك المحيطة بقراءة الاسم، يفضل بعض الخبراء التهجئة باو، حيث يعتبر اقتراح ثوركيلد جاكوبسن أن الاسم هو «مشتق من نباح الكلب، مثل كلمة» bowwow «الإنجليزية» خاطئاً، على عكس آلهة الشفاء الأخرى (كولا، نينيسينا، ونينكاراك، نينتينوجا) لم يكن باو مرتبطًا بالكلاب.

## الشخصية والعبادة

### في لكش

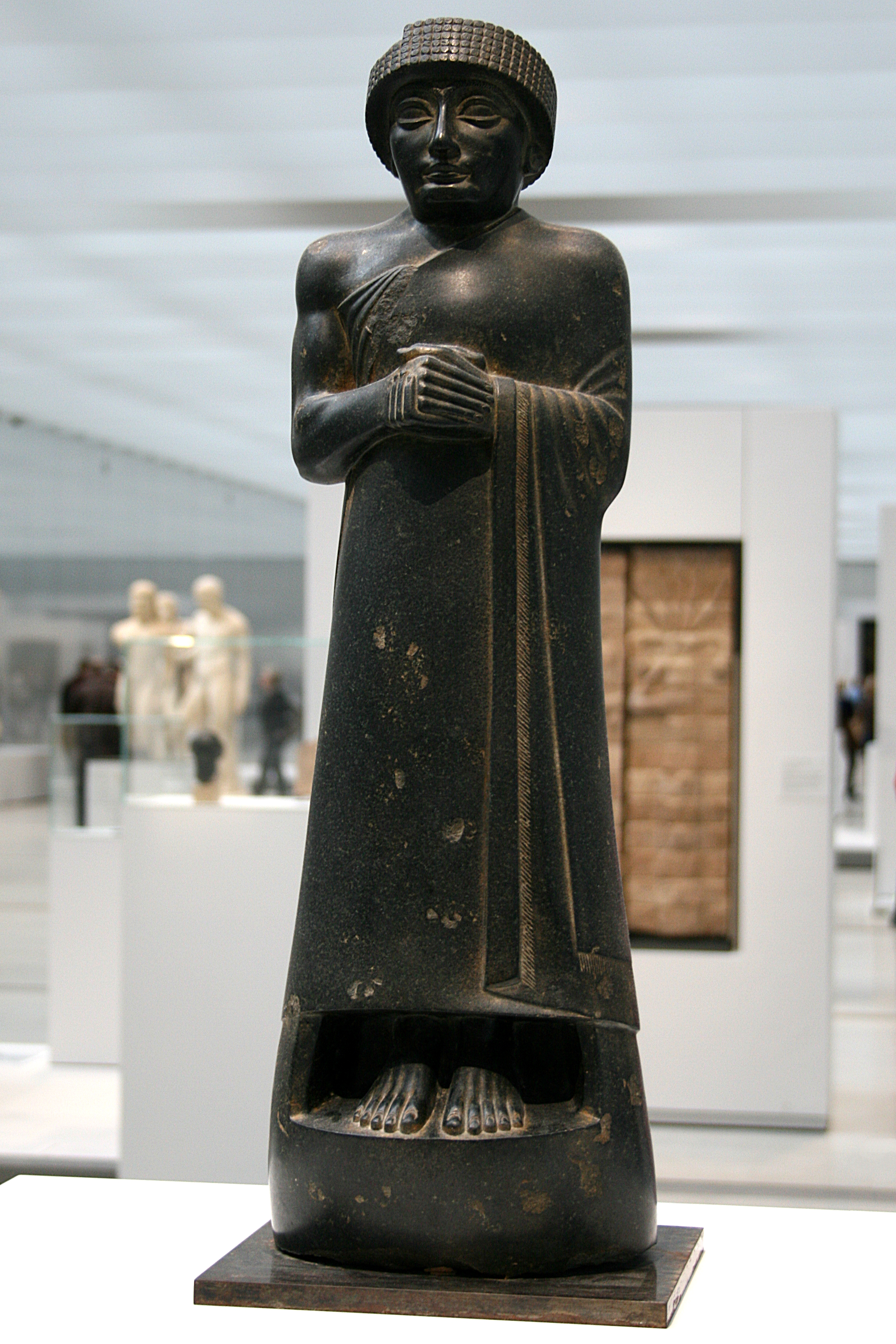
تمثال كوديا ، الملك الذي رفع رتبة باو في مجمع الآلهة.

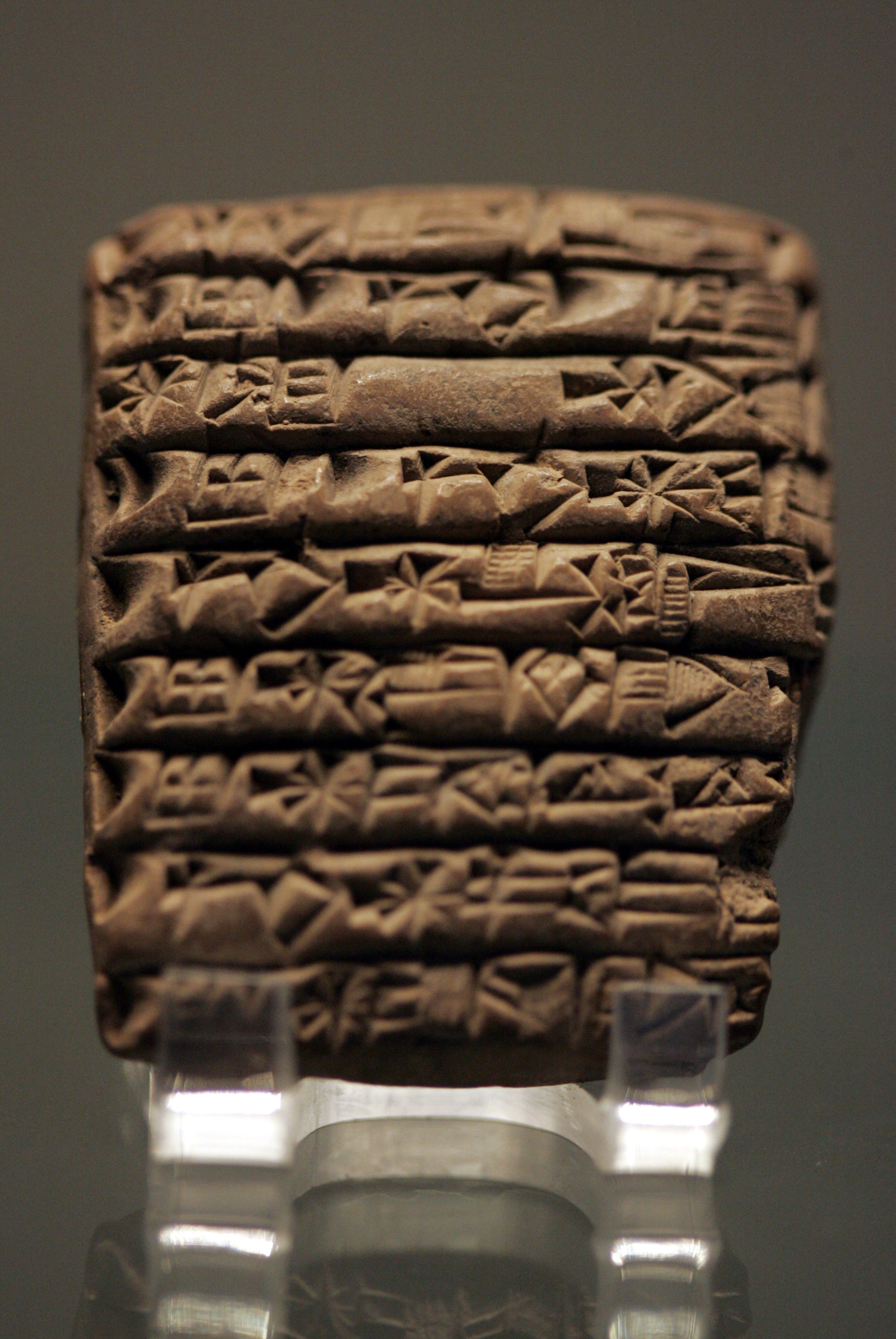
لوح يذكر التضحيات التي قُدمت لمختلف الآلهة المعبودة في ولاية لكش ، بما في ذلك باو.

أصبحت باو إلهة مهمة في عهد الأسرة الثانية لمدينة لكش (حوالي 2230-2110 قبل الميلاد) بسبب ارتباطها بنينجيرسو. قام بعض ملوك لكش، ولا سيما إياناتوم ولوغال أندا وأوروكاجينا، بتعيينها على أنها والدتهم الإلهية، على الرغم من أن هذا الدور تم العهد به في بعض الأحيان من قبل إلهة محلية مختلفة. كانت تُعتبر أيضاً إلهة الوفرة، وعلى هذا النحو تم تصويرها مع إناء به تيارات متدفقة من الماء في الفنون وارتباط اسمها بالملوك، وكانت تعتبر أيضًا وسيطًا إلهياً. وكان يُعرف المعبد المشترك بين باو ونينجيرسو المسمى إي نانو من خلال العديد من السجلات. ظهرت في كثير من الأحيان في الأسماء الثيورية من لكش.
الكاهنة العليا وهي أعلى مسئولة عبادة بمعبد باو في مدينة لكش كانت تعدأحد أقوى الشخصيات السياسية، تم التعرف على أحداهما تُدعى «جيم-لاما» من خلال إحدى الأختام الاسطوانية المتروكة. حيث تم تصوير الخدم والكتبة وتقودهم آلهة صغيرة للقاء باو في الأختام، وتم تصوير الكاهنة الكبرى وهي تتفاعل مع الإلهة مباشرة.
رفع كوديا رتبة باو إلى مرتبة نينجيرسو، وأطلق عليها لقب "الملكة التي تقرر مصيرها في جيرسو. مما جعلها أعلى رتبة في آلهة لاكش المحلية، مما جعلها أعلى مرتبة من نانشي. وفي عهد سلالة أور الثالثة أصبحت ثاني أبرز "زوجة إلهية" بعد نينليل، وتشير بعض المصادر (مثل نيبور) إلى أنها أعلى من نينجيرسو.
على الرغم من أن باو لم تكن إلهة الشفاء في البداية، إلا أنها اكتسبت سمات هذه الفئة من الآلهة في وقت ما في الألفية الثالثة قبل الميلاد، تشير ترنيمة زامي إلى أنها «الطبيبة العظيمة»، وهي بالعادة كان لقب الإلهة نينيسينا. أما في آيسن كان يتم تناول باو أحياناً بعدد من الصفات التي تنتمي عادةً إلى الإلهة نينيسينا باعتبارها إلهة الشفاء، كما في ترنيمة تعود لعهد إشمي داغان على سبيل المثال. وبصفتها إلهة الشفاء كانت باو مرتبطة أيضًا بالقبالة. وتم تأليف ترنيمة تمدح باو لدورها كقابلة للاحتفال بميلاد طفل الملكة كوباتوم، زوجة الملك شو سين.
تم تصوير الإلهة باو في حالة واحدة على الأقل كإله الشفاء على شكل ثعبان، وليس كلباً كما في حالة الإلهة نينيسينا أو الإلهة كولا. وفي سياقات أخرى كزوجة أو أم، وتم تصويرها مع العقارب (المرتبطة بالزواج) أو البجع. وتشير الرموز المختلفة المخصصة لها إلى أنها كانت إلهاً متعدد الأوجه مع مجال تأثير مرن.

### في كيش
بينما تراجعت عبادة باو في مدينة لجش جنبا إلى جنب مع تراجع دور المدينة (وهو وضع مشابه لوضع باقي الآلهة مثل نينجيرسو كإله مستقل، بالإضافة إلى الآلهة الجنوبية الأخرى مثل شارا ونانشي)، استمرت في الظهور في كيش شمال بابل، حيث سطعت في عهد العصر البابلي القديم. وظلت كإلهة رئيسية لتلك المدينة حتى وقت متأخر من العصر البابلي الحدبث. في بابل، تم الاحتفال بـ «باو كيش» خلال بعض الأعياد في معبد كولا.

## علاقتها بالآلهة الأخرى

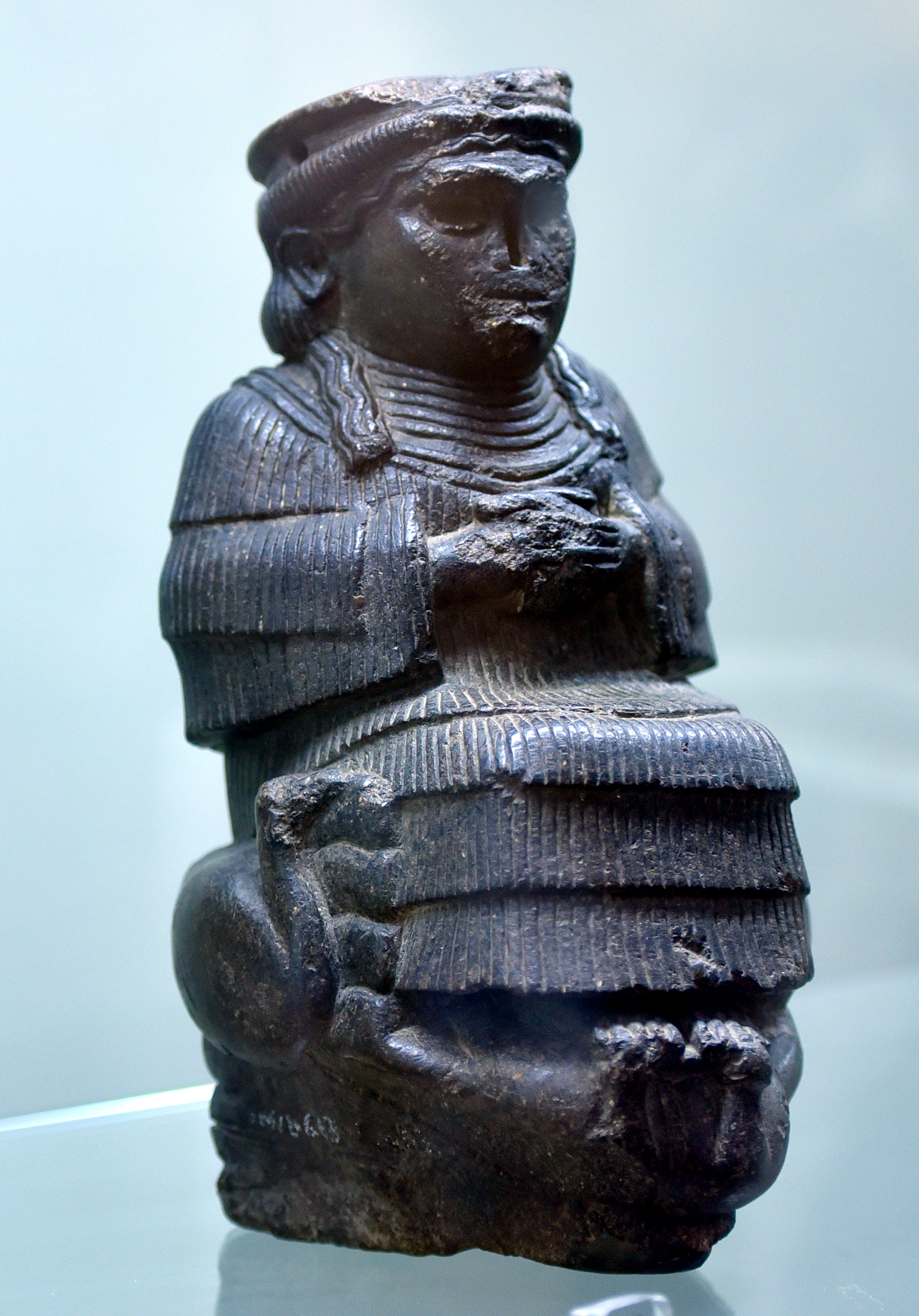
تمثال صغير لباو وهي جالسة في أور ، معروض في المتحف العراقي.

كان والد باو هو الإله أنو، وكانت توصف أحيانًا بأنها ابنته البكر.
في لكش كانت باو هي زوجة للإله نينجيرسو. حيث صورت أحد النقوش المعروفة من عهد كوديا إلها وزوجته جالسة في حضنه يرجح بأن تكون لباو ونينجيرسو (وهناك تفسير آخر يقول على أنه تصوير للإله سين وزوجته نينغال من عهد أور نمو). حيث كانت هذه الصور تهدف إلى إبراز أن الأزواج الإلهيين المصورين على أنهم أزواج محبون يتصرفون بانسجام تام، وأن الملوك المقابلين لهم علاقة خاصة بهم.
في وقت لاحق في كيش كانت تعتبر زوجة الإله زبابا. في البداية كان زبابا هو زوج عشتار كيش (التي تعتبر منفصلة عن عشتار أوروك)، ولكن بعد العصر البابلي القديم تم استبدالها في هذا الدور مع باو (على الرغم من أنها استمرت في العبادة بشكل مستقل).
كان مثل هؤلاء الأزواج الإلهيين المكونين من آلهة شفاء وآلهة محاربين شابة شائعاً في ديانة بلاد ما بين النهرين، وأبرز مثال على ذلك هو نينيسينا وبابيلساغ.
كانت سوكال باو هي الإلهة لاماساغا «أي الملاك الحارس الصالح (لاما)»، و لاما هي فئة من الآلهة الصغرى في الوصاية والشفاعة في ديانة بلاد ما بين النهرين. وكان لديها معبد خاص بها في لكش، وتراتيل مخصصة لها معروفة في مناهج مدارس النساخ. ومن المحتمل أنن كان يتم تناول باو نفسها أحياناً على أنها لاما في لكش.

## وصلات خارجية
- الفكر الديني السومري
- آلهة ورموز بلاد الرافدين في الأساطير القديمة (ج2)
- عيون وادي الرافدين.. العيون السومرية